# Бискочо
Бискочо (исп. bizcocho) — название, данное в испаноязычном мире широкому ассортименту выпечки, тортов или печенья. Кулинарное изделие, к которому применяется слово bizcocho, сильно различается в зависимости от региона и страны.
Например, в Испании bizcocho используется исключительно для обозначения бисквита . В Уругвае большинство маслянистых слоёных кондитерских изделий, включая круассаны, называются бискочо, а бисквит называется бискочуэло. В Чили, Доминиканской Республике и Боливии bizcocho относится к сладкому тесту (маса), выпеченному из местных ингредиентов, похожему на бискочо из Испании. В Эквадоре тесто для бискочо может быть как сладким, так и соленым. Штат США Нью-Мексико необычен тем, что использует уменьшительную форму имени, bizcochito, в качестве названия для местного и очень популярного печенья.

## История
Слово «бисквит» происходит от латинского «bis coctus», что означает «приготовленный дважды», поэтому его часто пропитывали вином из-за низкой влажности.
Уругвайский бисквит часто связывают с немецкой выпечкой. Утверждается, что это производное от крапфена, который было привезен немецкими иммигрантами, приехавшими в регион Рио-де-ла-Плата .
Согласно другим версиям, происхождение выпечки могло быть слиянием традиций французских и испанских пекарен, о чем свидетельствуют отчеты Исидоро де Марии о колониальном Монтевидео и генеалогические исследования Хуана Алехандро Аполанта и Рикардо Голдарасены. Из этих исследований и публикаций следует, что первые пекари в Монтевидео прибыли из Франции и Испании, что задокументировано в иммиграционных записях первых поселенцев, в которых записана их профессия. На самом деле круассан из слоеного теста, одна из разновидностей бисквита, был изобретен во Франции, а его первый рецепт восходит к 1905 году .

## Виды бискочо
Некоторые из наиболее распространенных видов бискочо:
Bizcochito: печенье со вкусом аниса и корицы, придуманное в испанской колониальной провинции Санта-Фе-де-Нуэво-Мехико, что примерно соответствует американскому штату Нью-Мексико в наши дни.
Bizcocho de soletilla: так в Испании называют печенье «дамские пальчики».
Croasanes или Croissants:: в Уругвае круассаны называются бискочо. Сладкие кроасаны могут быть наполнены шоколадом, заварным кремом, dulce de membrillo (сладкой пастой из айвы) или dulce de leche, пикантными с сыром, ветчиной или салями.
Galletas dulces, потомок кондитерских изделий, известных как galleta, galleta de campaña или galleta con grasa. Имеют слой карамели и сахара сверху и известны в Уругвае как bizcochos. 

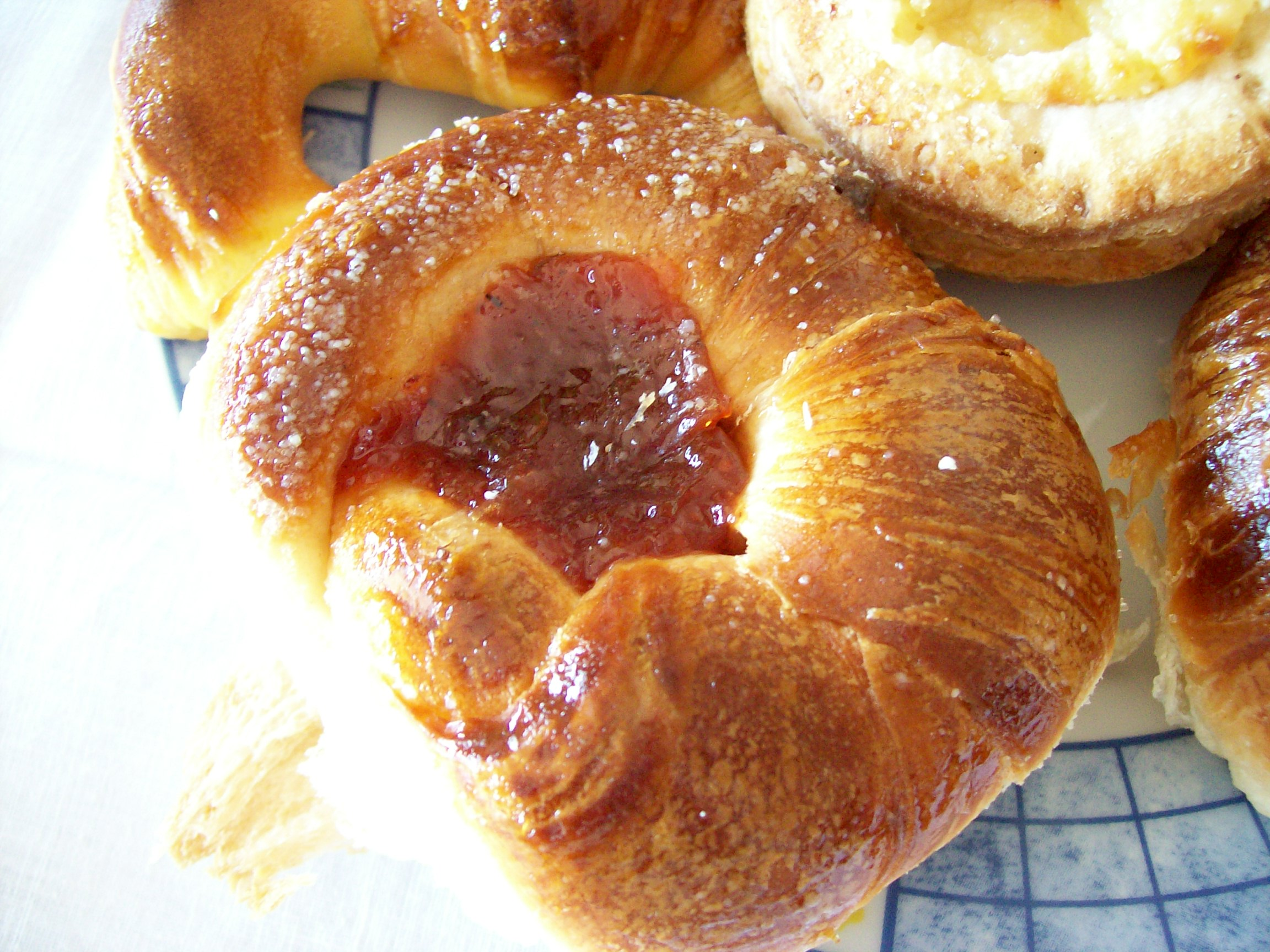
Маргарита с dulce de membrillo (сладкой пастой из айвы)

Margarita: разновидность круассанов, которые можно найти как в Уругвае, так и в Аргентине. Концы выпечки соединяются вместе, оставляя место в середине для сладкой начинки (заварной крем, дульсе де мембрильо или дульсе де лече). У них есть сахар поверх теста и начинки. Маргариты получили свое название от цветка, на который они похожи (ромашка, известная на испанском языке как «маргарита»).
Ojitos: вид круглого печенья из Уругвая с промежутком посередине, заполненным dulce de membrillo.
Pan con grasa, ещё один вид бискочо, встречающийся в Уругвае, представляет собой тип хлеба, также известный как cañón .
Polvorones: вид печенья, которое может быть простым, приправленным какао или приготовленным наполовину из простого теста и наполовину со вкусом какао. Польвороне происходит из Испании. 
Бисквит: в Испании он называется бискочо. Его можно приготовить из шоколада, лимона , йогурта и т. д.
Vigilantes: ещё одна сладкая вариация круассанов. Вихилантес длинные и тонкие, с сахаром сверху.

## По странам

### Коста-Рика
В Коста-Рике бискочо готовят из масы (кукурузное тесто), специй и /или сыра . Их едят в качестве закуски, особенно во время кофе-брейков.

### Мексика
В Мексике бискочо обычно используется как синоним pan dulce («сладкий хлеб», — это общее название различных мексиканских кондитерских изделий). Слово также можно использовать как кокетливый комплимент красивой женщине или, реже, красивому мужчине («До свидания, бискочо!»). Однако в некоторых местах это очень вульгарный термин, относящийся к гениталиям человека (в основном женским) и не используемый в приличной компании.

### Филиппины
На Филиппинах biscocho (также biskotso) относится к классу хлеба (обычно чёрствого), который снова запекают в хрустящее тесто  .

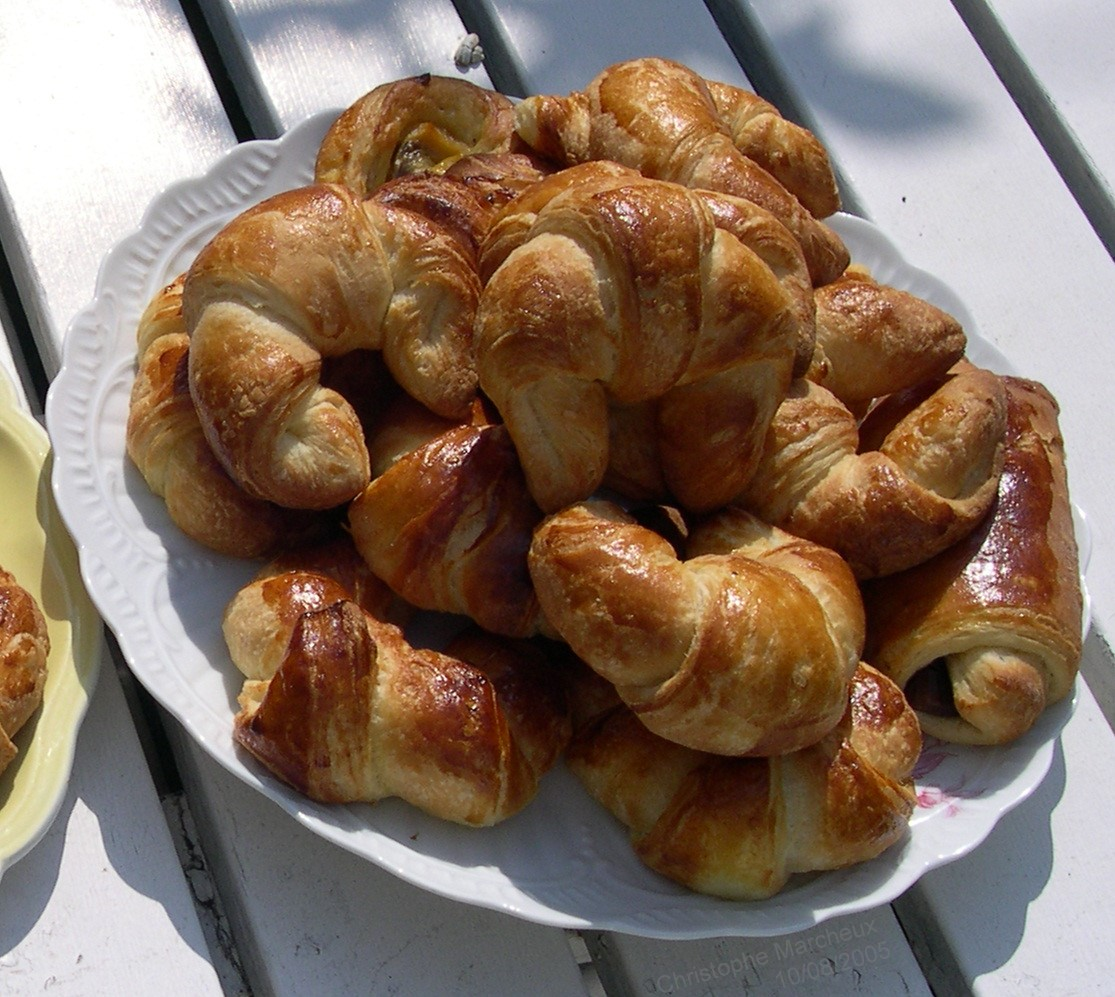
Croissants или Croasanes (как они известны в Уругвае)

### Уругвай
Бискочос - одна из самых неотъемлемых традиций уругвайской культуры. Они неразлучные «спутники» мате, кофе, кофе с молоком, чая на завтрак или мериенды (послеобеденного чая). Они также распространены на встречах с друзьями, особенно в парках, на площадях, на пляжах или вдоль береговой линии на рамблас (проспект, граничащий с побережьем с пешеходными зонами с каждой стороны), например, в Монтевидео.

### Пуэрто-Рико
Любой тип торта, если не имеет определенного названия (например, tres leches), называется бискочо.